# Cerbera
Cerbera là chi thực vật có hoa trong họ Apocynaceae.

## Các loài
- Cerbera dumicola P.I.Forst., 1992
- Cerbera floribunda K.Schum., 1889
- Cerbera inflata S.T.Blake, 1959
- Cerbera laeta Leeuwenb., 1999
- Cerbera manghas L., 1753: Mật sát [hồng/hường], mướp xác hồng/hường, tốc sát
- Cerbera odollam Gaertn., 1791: Mật sát, mật sát vàng, mướp xác vàng

## Hình ảnh

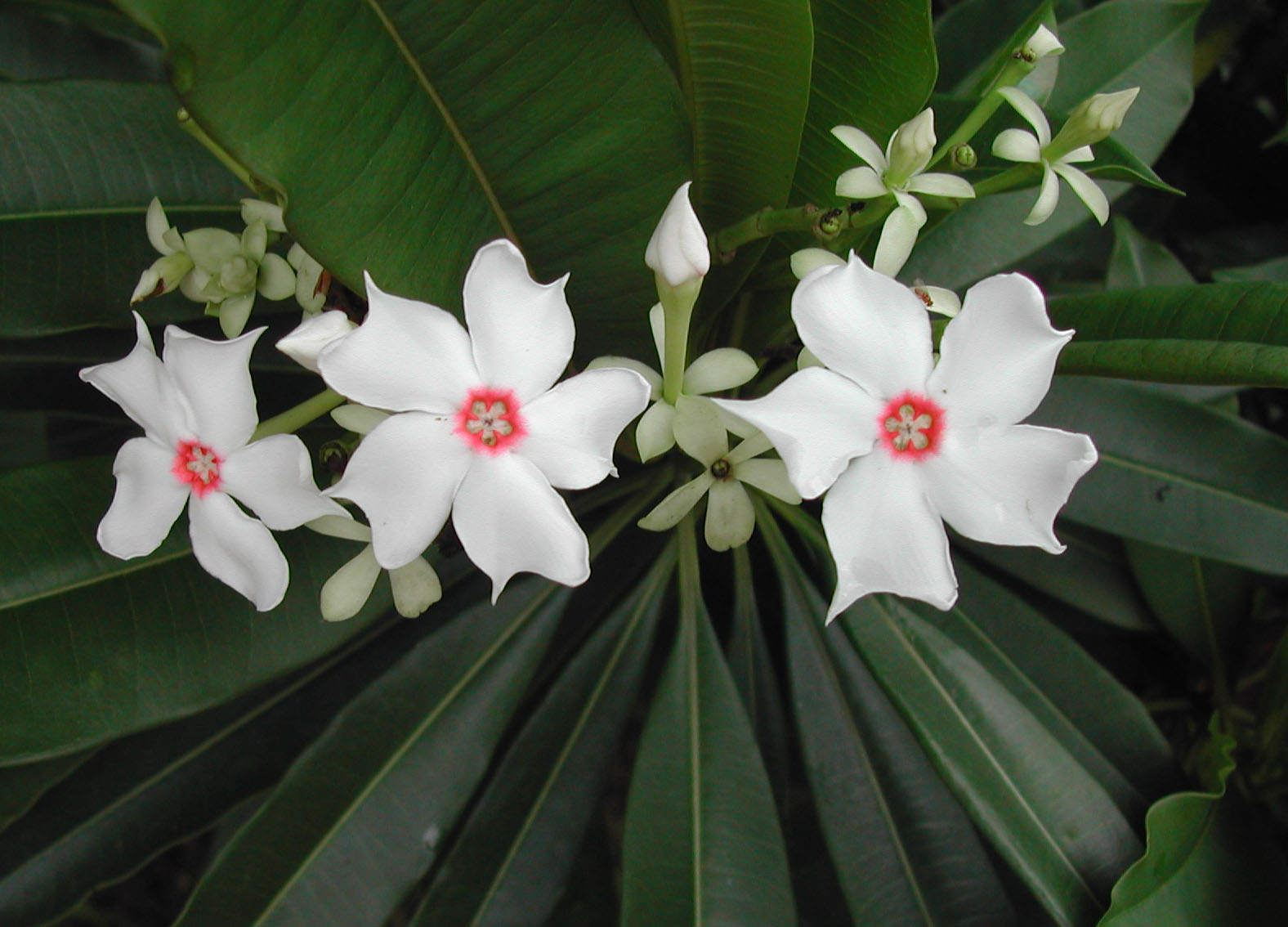
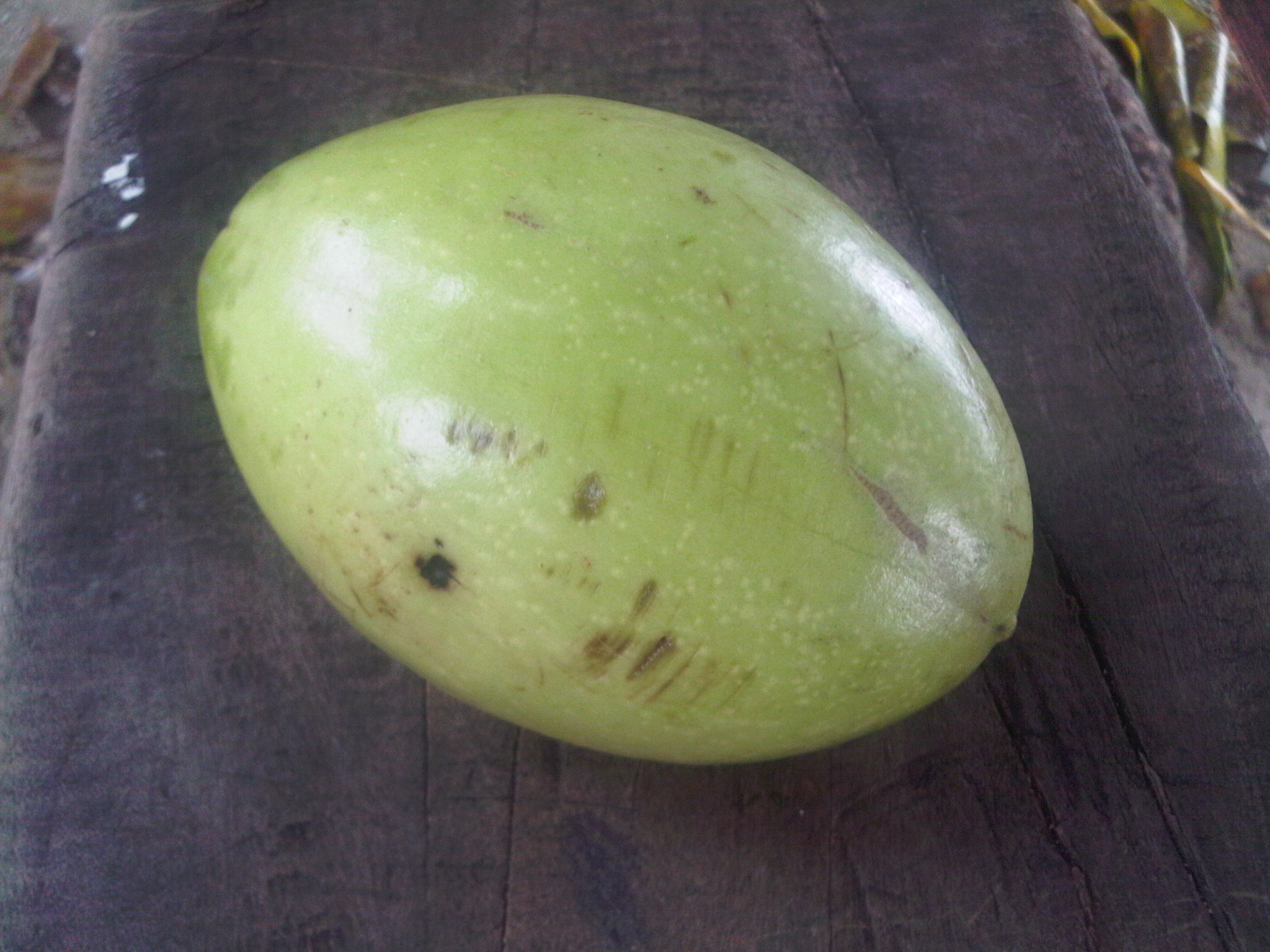
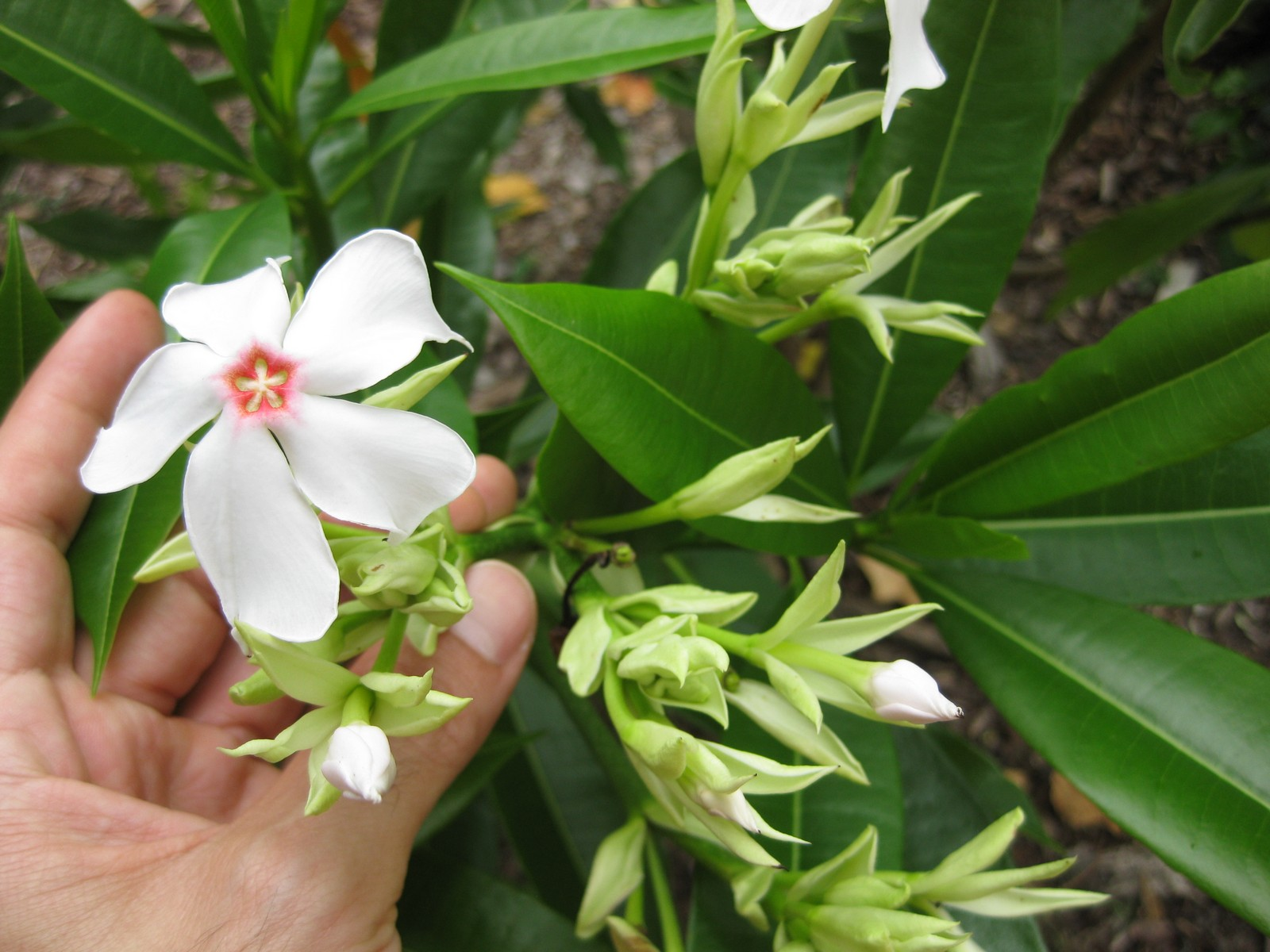
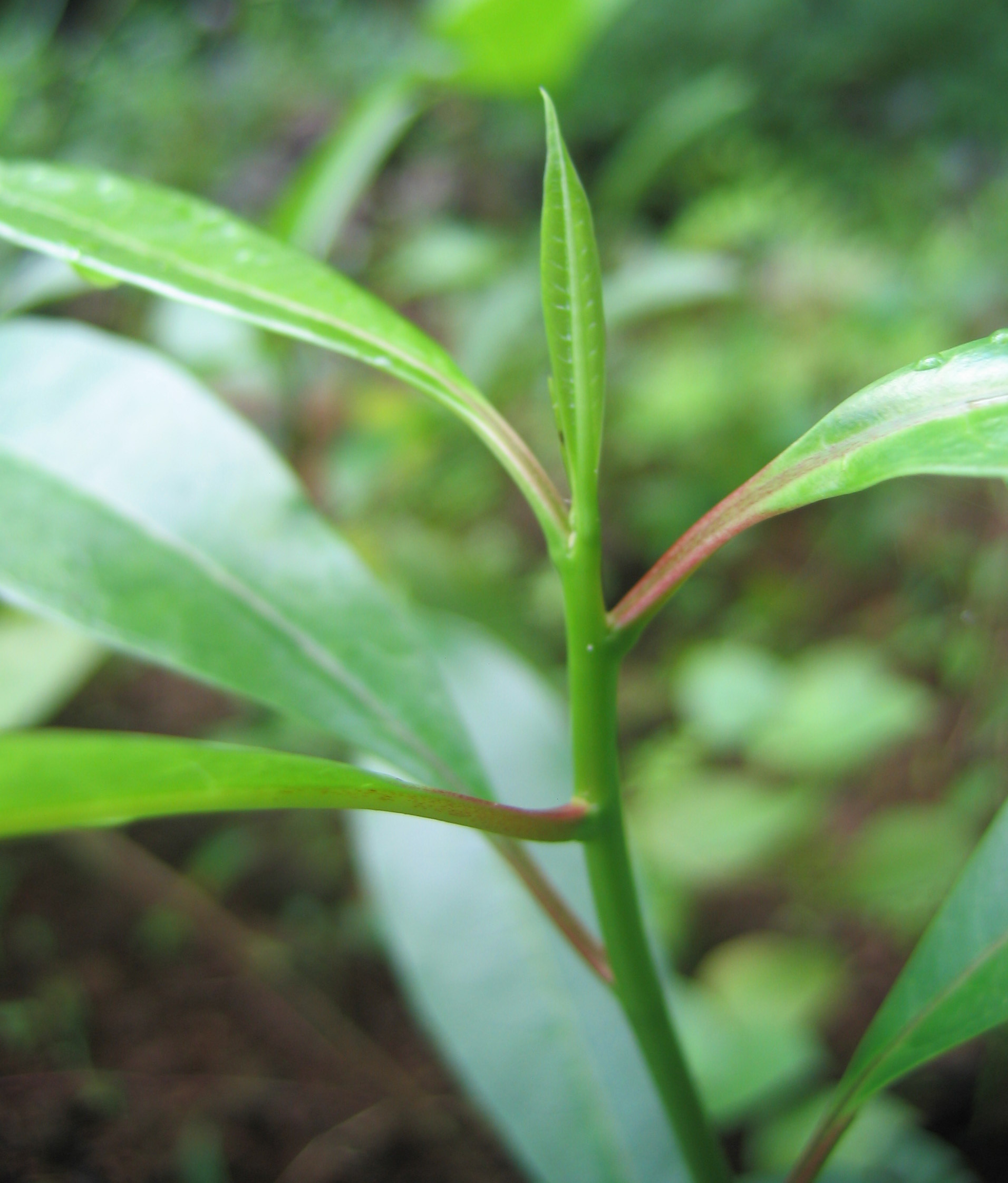